# Studio Sessions
Studio Sessions - album holenderskiego Dj-a Headhunterz z gatunku hardstyle. Obejmuje współpracę z wieloma znanymi artystami sceny hardstyle, takimi jak Brennan Heart, D-Block & S-Te-Fan, The Prophet, Wildstylez czy Noisecontrollers. Album został ogłoszony wkrótce po X-Qlusive które odbyło się 31 stycznia 2010. Album zawiera pierwszy utwór nowego gatunku jakim jest dubstyle.

## Lista utworów
1. Headhunterz & Brennan Heart - The MF Point Of Perfection (Original Dubstyle Mix) 04:12
2. Headhunterz - Psychedelic 04:27
3. Chuckie - Let The Bass Kick (Headhunterz Edit) 2:44
4. Headhunterz - Hate It Or Love It (Live Edit) 03:15
5. Headhunterz vs. Wildstylez - Blame It On The Music (D-Block & S-Te-Fan Remix) 03:47
6. Project One - Raiders Of The Sun (Headhunterz Edit) 02:57
7. Builder - Her Voice (Headhunterz RMX Edit) 04:34
8. Headhunterz & Wildstylez ft. MC Villain - Stuck In Your Head 04:32
9. Headhunterz - Emptiness 04:28
10. Headhunterz - Forever Az One (Noisecontrollers RMX) 04:17
11. Headhunterz - Dreamcatcher 04:06
12. Proppy & Heady - The B-Side 05:01
13. Headhunterz - Subsonic (Hardbass Edit) 03:23
14. Headhunterz - The Sacrifice (Evil Edit) 02:41
15. Headhunterz & Noisecontrollers - The Space We Created 04:40